# Thierrens
Thierrens är en ort i kommunen Montanaire i kantonen Vaud i Schweiz. Den är kommunens huvudort och ligger cirka 22,5 kilometer nordost om Lausanne. Orten har cirka 902 invånare (2020).
Orten var före den 1 januari 2013 en egen kommun, men slogs då samman med kommunerna Chanéaz, Chapelle-sur-Moudon, Correvon, Denezy, Martherenges, Neyruz-sur-Moudon, Peyres-Possens och Saint-Cierges till den nya kommunen Montanaire.